# Nicholas E. Worthington
Nicholas Ellsworth Worthington (* 30. März 1833 im Brooke County, Virginia; † 4. März 1916 in Peoria, Illinois) war ein US-amerikanischer Politiker. Zwischen 1883 und 1887 vertrat er den Bundesstaat Illinois im US-Repräsentantenhaus.

## Werdegang
Der im heutigen West Virginia geborene Nicholas Worthington besuchte das Allegheny College in Meadville (Pennsylvania). Nach einem anschließenden Jurastudium und seiner 1860 erfolgten Zulassung als Rechtsanwalt begann er in Peoria in diesem Beruf zu arbeiten. Zwischen 1865 und 1872 war er Schulrat im Peoria County; von 1869 bis 1872 gehörte er dem staatlichen Bildungsausschuss von Illinois an. Politisch wurde er Mitglied der Demokratischen Partei.
Bei den Kongresswahlen des Jahres 1882 wurde Worthington im zehnten Wahlbezirk von Illinois in das US-Repräsentantenhaus in Washington, D.C. gewählt, wo er am 4. März 1883 die Nachfolge des Republikaners Benjamin F. Marsh antrat. Nach einer Wiederwahl konnte er bis zum 3. März 1887 zwei Legislaturperioden im Kongress absolvieren. In den Jahren 1886 und 1888 bewarb er sich erfolglos um seinen Verbleib im bzw. seine Rückkehr in den Kongress.
Nach dem Ende seiner Zeit im US-Repräsentantenhaus praktizierte Worthington zunächst wieder als Anwalt. Zwischen 1891 und 1915 war er Richter im zehnten Gerichtsbezirk seines Staates. Im Jahr 1894 war er auch Mitglied einer von Präsident Grover Cleveland eingesetzten Kommission zur Untersuchungen von Arbeiterstreiks. Nicholas Worthington starb am 4. März 1916 in Peoria, wo er auch beigesetzt wurde.